# Кюмайер, Роберт
Роберт Кюмайер (словац. Robert Kühmayer; 1 ноября 1883, Братислава, Транслейтания — март 1972, Вена) — знаменитый словацкий скульптор.

## Биография
Около 1899 года отправился в Вену, чтобы работать у скульптора Йозефа Кассина, в 1904 году вернулся в Братиславу. Впоследствии получил городскую стипендию на дальнейшее обучение. В 1907—1910 гг. обучался в Будапеште в Королевской академии изящных искусств. Заведующим его мастерской был выходец из Братиславы Бела Раднай. В 1911—1912 гг. учился частным образом в Париже.
С 1912 года жил и работал в Братиславе. С 1945 года жил в Вене, где и умер в 1972 году. Похоронен в Вене.

## Творчество
Самое известное творение Роберта Кюмайера — Утиный фонтан (Кačacia fontána) в Братиславе, созданный в 1914 году. Он также является автором множества надгробий на Андреевском кладбище (Ondrejský cintorín) в Братиславе.
Роберт Кюмайер — создатель знаменитой статуи Пациента, ломающего костыль (Barlolamač), стоящей у входа на Kолоннадный мост в городе Пьештяны (1933 год). Это был один из его первых масштабных заказов.

## Галерея

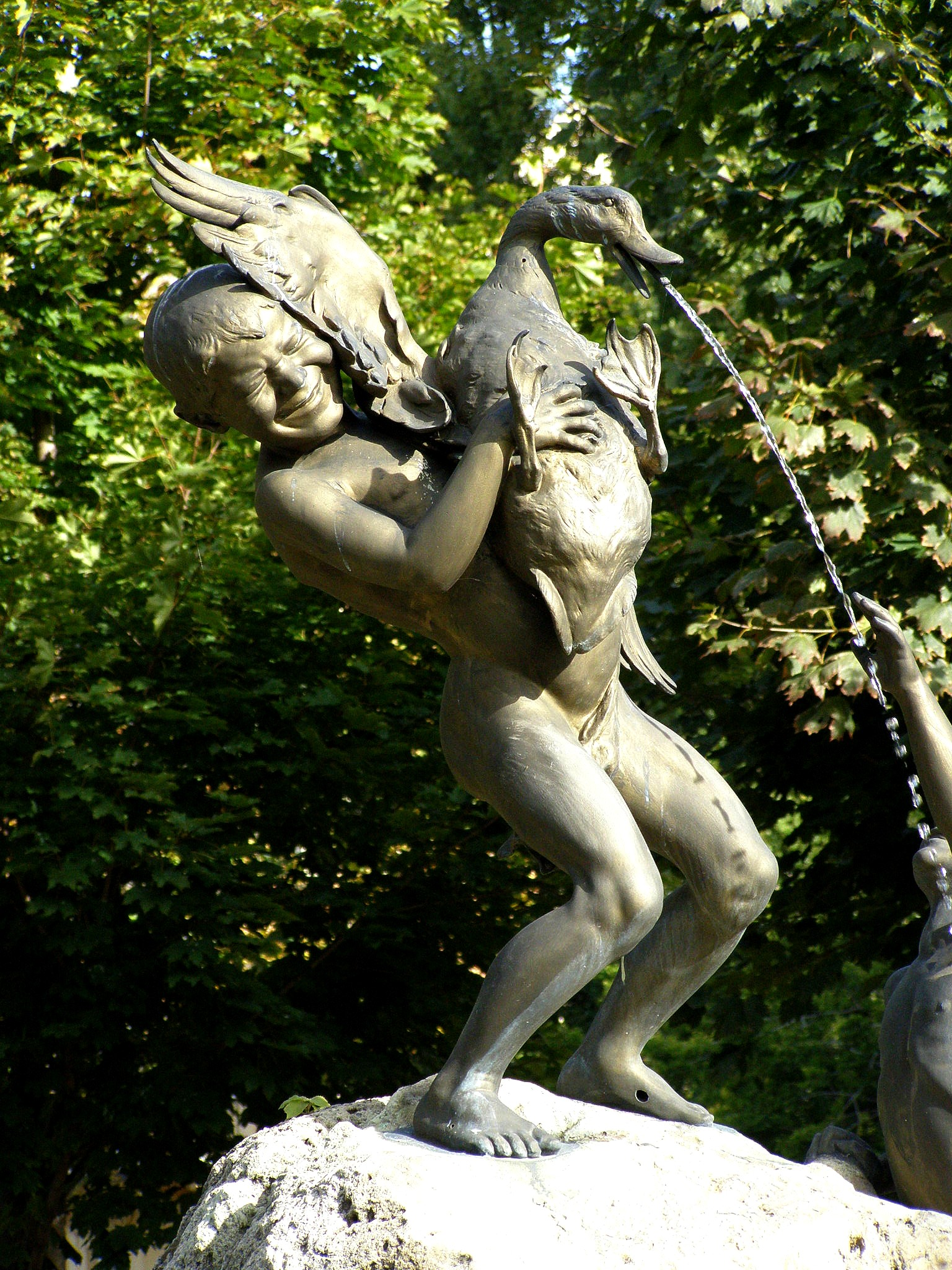
Утиный фонтан, деталь, 1914 год, Братислава, площадь Шафарика
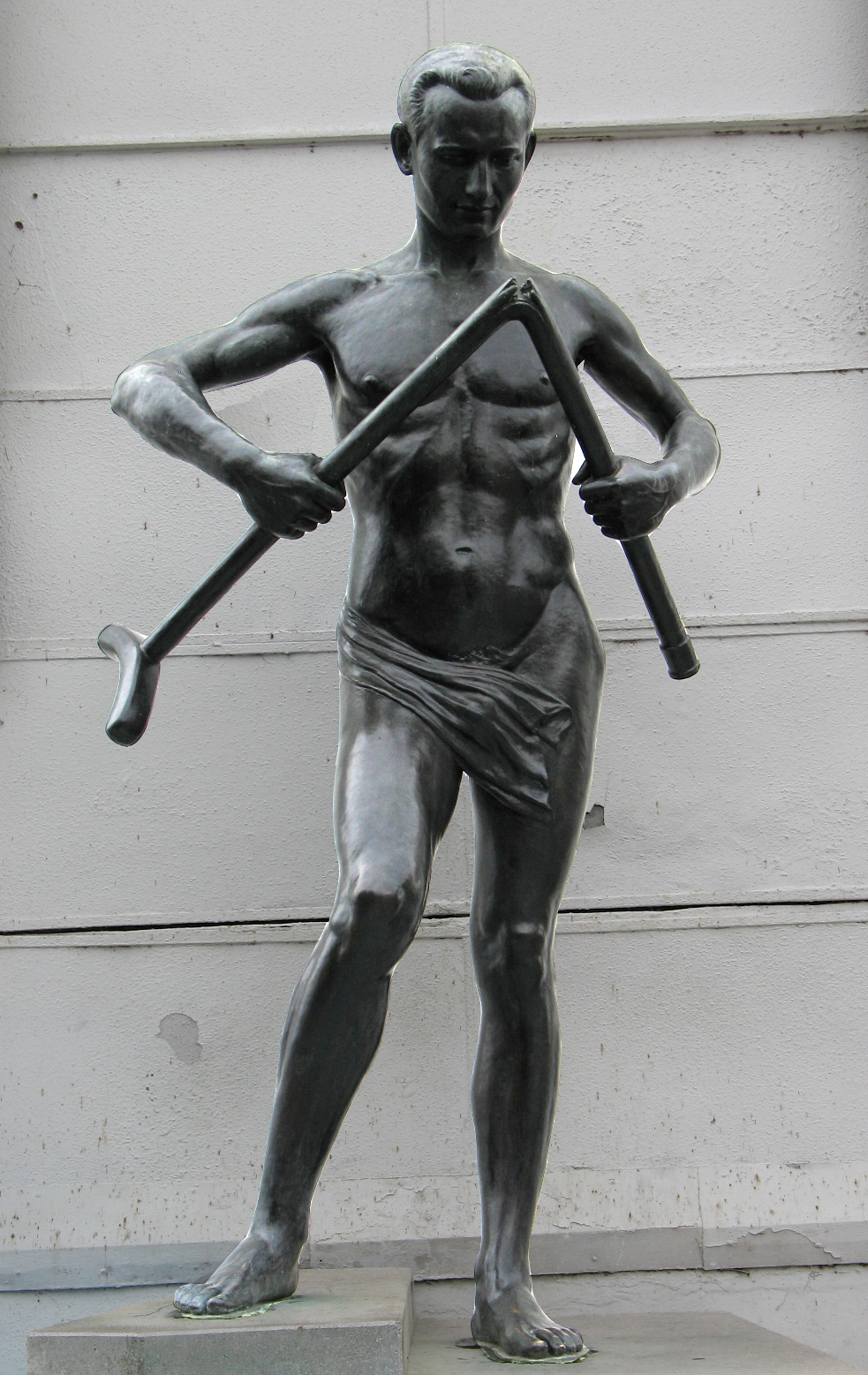
Пациент, ломащий костыль, город Пьештяны, 1933 год
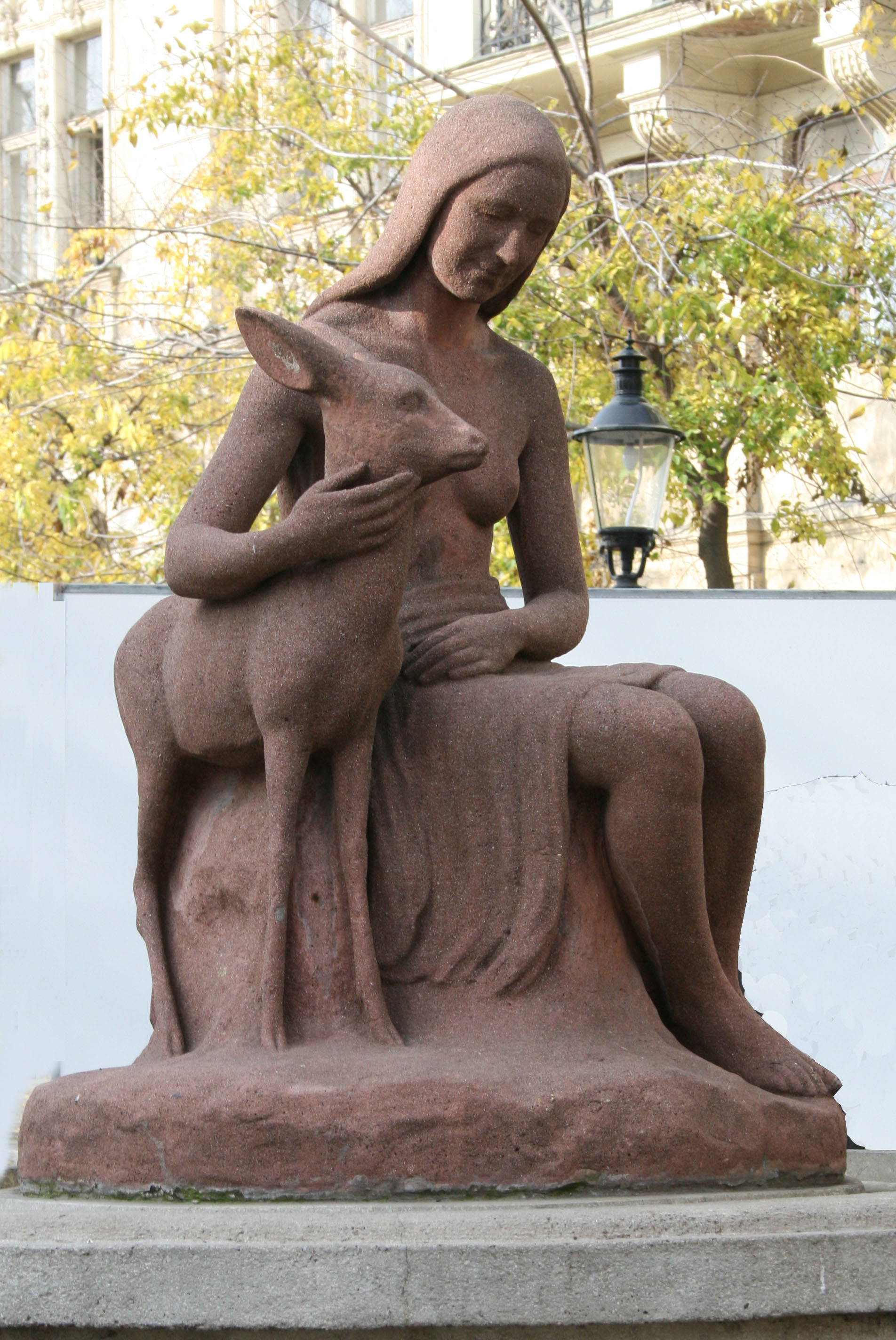
Девушка с косулей, 1942 год, Братислава, площадь Гвездослава (выполнена совместно со скульптором Алойзом Ригеле)
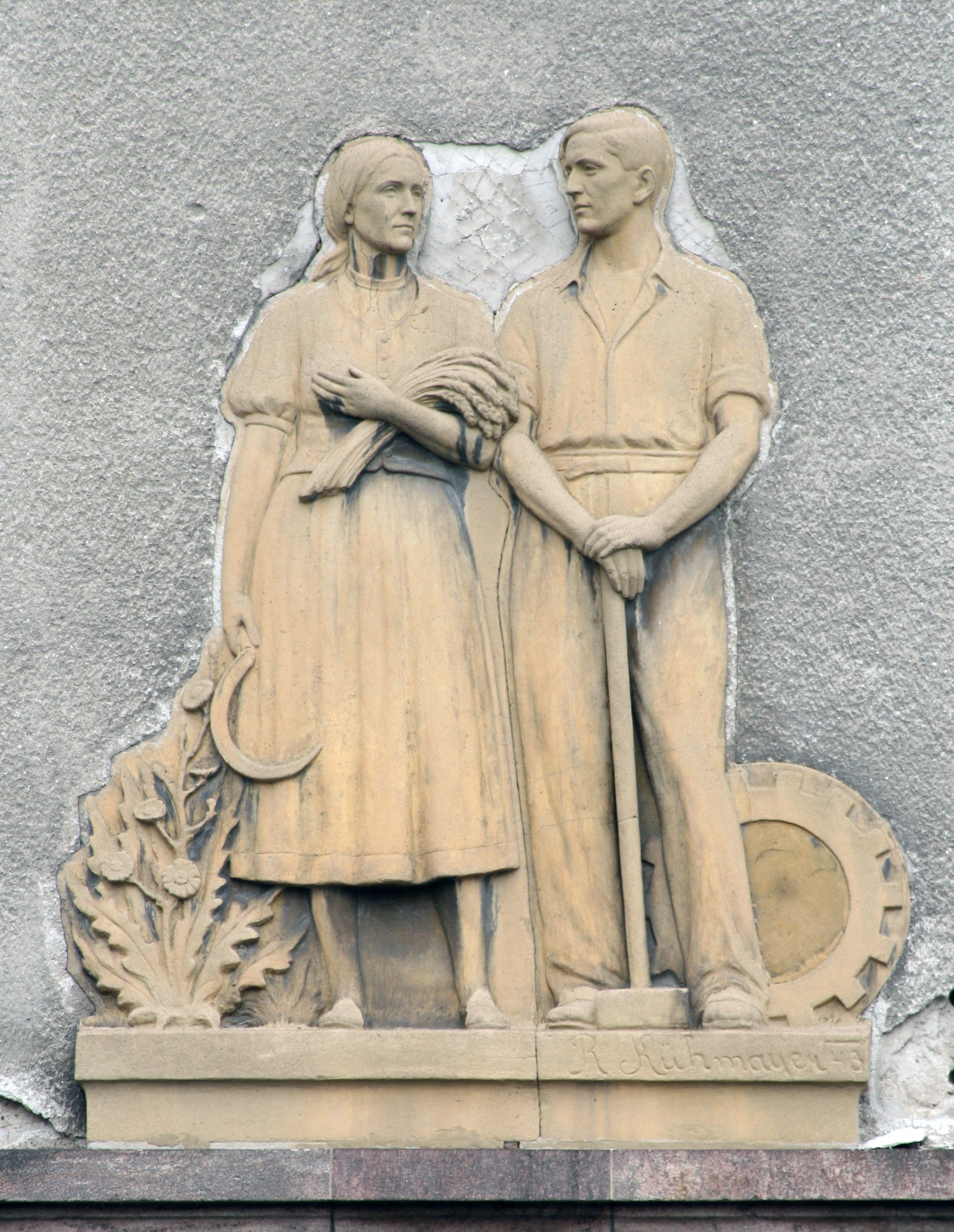
Рельеф "Жница и рабочий", 1943 год, Братислава, проспект Достоевского